# Molnár Farkas

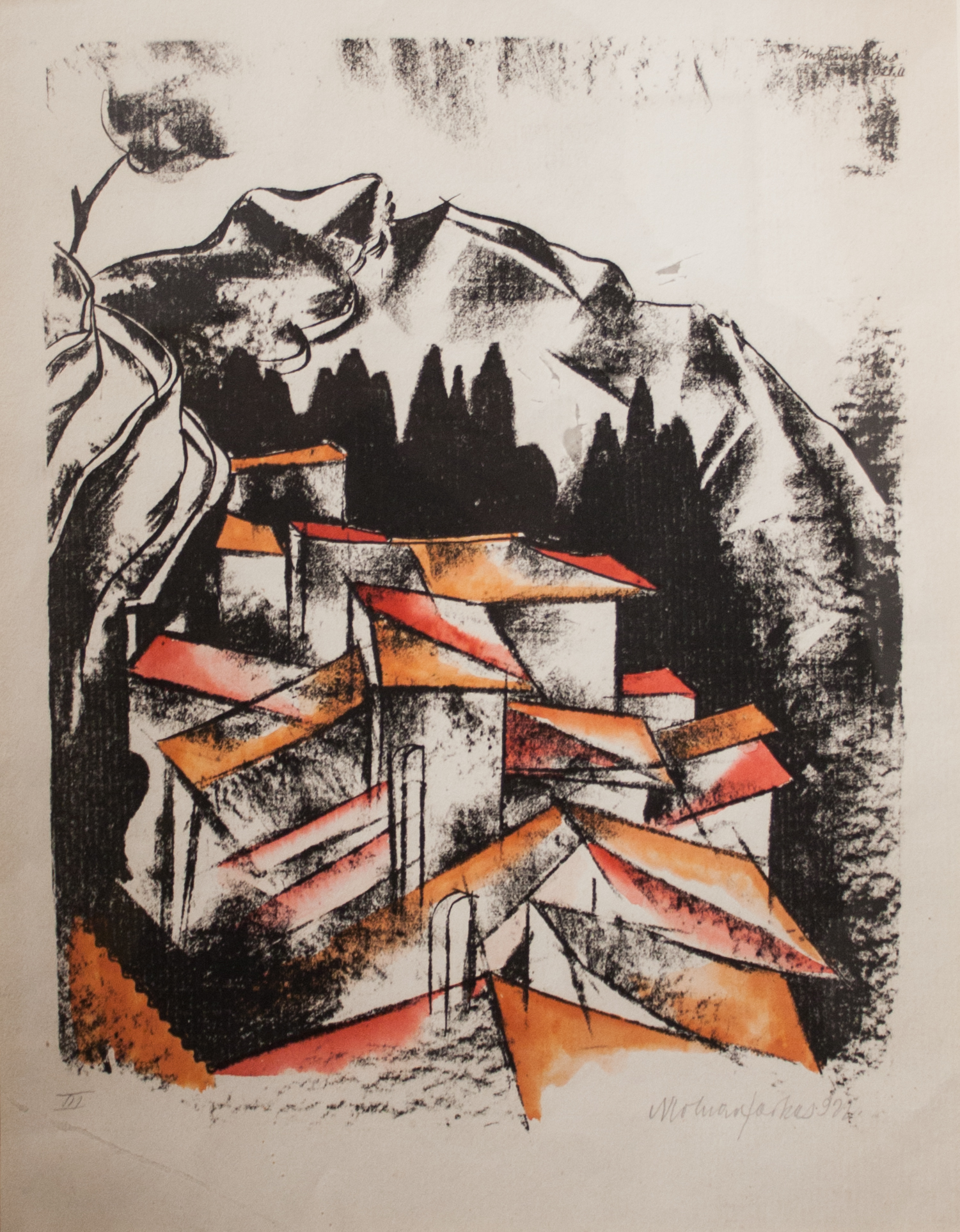
Monte Ceceri, grafika az Itáliai mappából

Molnár Ferenc Farkas (Pécs, 1897. június 21. – Budapest, 1945. január 11.) magyar építész, festő és grafikus, az avantgárd építészet kiemelkedő alkotója.

## Élete
Molnár Ferenc (1867–1933) posta- és távírótiszt és Bokor Olga gyermekeként született. 1915-ben érettségizett a ciszterci rend pécsi gimnáziumában, és utána tanulmányait 1915 és 1917 között a Képzőművészeti Főiskola festő szakán folytatta, majd 1917-től a József Nádor Műszaki Egyetemen tanult. Az egyetemen a „Megfagyott muzsikus” című lapot szerkesztette. Baloldali nézetei miatt azonban kizárták az egyetemről.
1919-ben szülővárosában kezdte a pályáját, tipográfus és művészeti író volt a Krónika című lapnál. Nemcsak a kubizmusról és futurizmusról jelentek meg cikkei, hanem ő készítette a lap teljes programját, ezzel a Kassák Lajos szervezte A Tett és a Ma folyóirat és művészeti mozgalom kezdeményezéseivel rokon törekvések hagyományait teremtette meg Pécsett. Könyvillusztrációit és festményeit a Pécsi művészkör kiállításain mutatta be. 1921 áprilisában Stefán Henrikkel és Johan Hugóval Olaszországban járt, ahol számos tájképet készített. Forbát Alfréd hívására Bécsen át Weimarba (Bauhaus) ment.
1921-ben a Bauhaus tagja lett, tanulmányait ott folytatta, és többek között Walter Gropius tanítványa is volt. Ebben az időben széles körű grafikai tevékenységet fejtett ki. 1921–1922-ben a Bauhaus grafikai műhelyében készítették Stefán Henrikkel közösen Olaszországban az Itália mappát. 1923-ban a Bauhaus első kiállítását szervezte, és ekkor állította ki Vörös kubus néven híressé vált lakóház tervét. 1924-től Georg Muche és Breuer Marcell mellett dolgozott.
1924-ben típus-sorházakat tervezett, amelyeknek belső berendezését is ő tervezte. Praktikus, sima felületű, csekély helyigényű, sőt változtatható nagyságú bútorait részben itthon kivitelezte. Le Corbusier hatására várostervet is készített, megtartva a derékszögű utcabeosztásokat, de nagyobb közterekkel és alacsonyabb beépítésű, emberibb léptékben, mint francia kollégája. 1924-ben a Bauhaus manifesztuma a közös munka nyomán kialakult alapelveket, a funkcionalizmust és racionalitást fektette le, melyet Bortnyik Sándor, Breuer Marcell és Weininger Andor is aláírt és a Magyar Írásban megjelent.
1925-ben végleg hazatért. 1928-ban a Műegyetem építészeti karán diplomázott, ahol Hültl Dezső és Kotsis Iván irányítása mellett tanult.
A KUT kiállításain festményekkel és tervekkel vett részt. Alapító tagja volt a Magyar Könyv és Reklámművészek Szövetségének, a Magyar Műhely Szövetségnek. Részt vett a Zöld Szamár Színház szcenikai műhely – Bauhaus hagyományokat folytató – munkájában. Publikált számos művészeti folyóiratban (Tér és Forma, Magyar Iparművészet, Új Föld, 100%).
1929-ben Gropius meghívja a CIAM frankfurti kongresszusára. Hazatérése után Breuer Marcellal és Fischer Józseffel együtt megalapította a CIAM (Conges International d'Architectur Moderne) magyar csoportját a CIRPAC-ot.
1930-ban a Mérnöki Kamara felvette tagjai közé, és 1931-ben önálló tervezőirodát nyitott. Ligeti Pállal közös vállalkozásukban több fővárosi lakóház épült fel (Bimbó utca 75., Napraforgó utca 15., Mihály utca 11. Delej-villa). Molnár és felesége ez utóbbiban kapott lehetőséget, hogy saját lakásukat kialakítsák.
1932-ben Új építészet címmel a CIAM magyar csoportjának kiállítását szervezte a Tamás Galériában, majd Ház, város, társadalom címmel rendeztek kiállítást, mely anyag egy részét – forradalmi hangvétele miatt – elkobozták, és bírósági eljárás indult ellene. Egy hónap fogházra ítélték és a Mérnöki Kamara kizárta tagjai sorából.
1931-36 között már önállóan dolgozott. Rózsadombon több lakóháza és többlakásos társasháza épült fel. Törekvései szerint az „anyagilag függetlenné vált értelmiségi középosztály számára” (Cserje utca 4, 4/a., Kavics utca 8/f., Vérhalom utca 24., Cserje utca 12., Lejtő utca 2/a). A házaira jellemző az egyéni igények figyelembevétele, az életmódnak megfelelő térkialakítás, változtatható térkapcsolatok variálható nyílászárókkal, a gazdaságos helykihasználás és a nagy alapterületű teraszok.
1933-ban Pécsett kiállításon mutatta be munkáit. A megjelenő katalógus előszavát Moholy Nagy László írta. Még abban az évben a Milánói Triennálén a Budapest, XII. Lejtő utca 2/a. alatt tervezet és megvalósult villája első díjat nyert. 1934-ben Gropius budapesti látogatása alkalmából felkereste – 1933-ban tervezett – Budapest, II. Lotz Károly utcai villájában.
Középületeit, a Köztársaság-téri bérházcsoportot (1932–1935) és az OTI pestújhelyi Munkáskórházának személyzeti épületét (1936) Fischer Józseffel tervezte.
1936-ban visszaveszik a Mérnöki Kamarába, majd júniusban kiállít a Pécsi Képzőművészek és Műbarátok kiállításán. 1937-ben a CIAM újonnan alakult kelet-európai csoportja, a CIAM-OST titkárává választották.
1936–1944 között főként társasház-tervezéseket vállalt. 1936-os zürichi látogatása meggyőzte arról, hogy a hazai körülmények között nincsenek meg az anyagi feltételei a nagyon igényes építkezéseknek, ezért a szériagyártásos építést szorgalmazta. 1937-ben Le Corbusier modelljét és Frank Lloyd Wright organikus eszméit egybeolvasztva javaslatot dolgozott ki az ország mezőgazdasági vidékeinek urbanisztikai átszervezésére. Az Iparügyi Minisztérium nem fogadta el elképzeléseit.
1938-ban egy hat évvel korábbi ügyre hivatkozva kizárták a Magyar Mérnöki Kamarából, majd egy év múlva a határozatot semmissé nyilvánították, visszavették a Kamarába és az Országépítés című folyóirat szerkesztőjévé választották.
Ezekben az egzisztenciálisan zavaros időkben kezdett foglalkozni a Magyar Szentföld-templom tervezésével, amelynek alapkövét 1940-ben tették le, de az építkezést – 1945 januárjában bekövetkezett haláláig – nem fejezték be. „A tervek és az elkészült Betlehemi-barlang, valamint a Trombitás-úti és Mese utcai villák már a posztmodern építészet felé mutatnak.”
„Molnár Farkas mehetett volna többször is külföldre, huszonévesen is maradhatott volna a Bauhaus valamelyik mesterénél, mégis hazajött befejezni a Műegyetemet; aztán negyvenéves kora körül Gropius biztatta, települjön Amerikába, ahol Breuer Marcell rengeteg házat, köztük számtalan középületet építve látványos világkarriert futott be. Molnár Farkas végül itt maradt még a világháborúban is. Így is halt meg fiatalon, a saját Lotz Károly utcai villájával együtt kapott bombatámadásban, 1945 januárjában.” Munkásságát Walter Gropius így értékelte: „Hivatása mesterének tartom. Túl korán, életműve kiteljesedése előtt halt meg.”

## Művei

### Épületek[20]
- 1929. Budapest, I. Mihály utca 11. lakóépület (Ligeti Pállal)
- 1930–1931. Budapest, II. Bimbó út 75. lakóépület (Ligeti Pállal. 1936-ban Ligeti Pál bővítette a villát, megtartva annak eredeti karakterét)
- 1931. Budapest, II. Kavics utca 8/f. lakóépület
- 1931. Budapest, II. Napraforgó utca 15. lakóépület (Ligeti Pállal)
- 1931–1932. Budapest, II. Vérhalom utca 2. lakóépület
- 1931–1932. Budapest, II. Cserje utca 12. lakóépület
- 1932. Budapest, II. Hankóczy utca 3/a. lakóépület (átalakítva)
- 1932. Budapest, XII. Lejtő utca 2/b. lakóépület (1933-as Velencei Triennálén I. díj. átalakítva)
- 1932. Budapest, II. Cserje utca 4-4/a. lakóépület
- 1932. Budapest, I. Toldy Ferenc utca 1/b. társasház
- 1933. Szeged. Berzsenyi Dániel utca 4. lakóépület[21] (helyi egyedi védelem alatt áll)[22]
- 1933. Budapest, II. Lotz Károly utca 4/b. társas villa (átalakítva)
- 1933–1935. Budapest, VIII. Köztársaság tér (régen: Tisza Kálmán tér) 14, 15, 16. OTI bérházcsoport (tervezők: Árkay Bertalan, Faragó Sándor, Fischer József, Heysa Károly, Ligeti Pál, Pogány Móric, Preisich Gábor, Vadász Mihály)
- 1934. Felsőgöd. Nyaraló
- 1934–35. Budapest, II. Harangvirág utca 11. lakóház
- 1935. Budapest, II. Pentelei Molnár utca 3. társasház (a 60-as évek elején emeletet építettek rá)
- 1935. Budapesti Nemzetközi Vásár. Tér és Forma valamit Vállalkozók lapja pavilon
- 1935. Budapest, Csévi köz 7/a. lakóház (Fischer Józseffel)
- 1936. Pestújhelyi volt OTI munkáskórház személyzeti épülete (Fischer Józseffel)
- 1936. Budapest, II. Pasaréti út 7. többlakásos lakóépület
- 1936. Budapest, II. Trombitás utca 32. lakóépület (előzővel összeépítve)
- 1936. Budapest, XIII. Hegedüs Gyula utca 83-87. Budapest Székesfőváros Elektromos Művek irodaháza (1992-ben lebontották)
- 1937. Budapest, XII. Mese utca 8. lakóház (1957 és 1977 között többszörösen átalakítva és bővítve, 2013-ban lebontva)
- 1938. Budapest, XII. Gébics utca 9. lakóépület (1970-ben átalakították. Emeletet építettek rá. Tetőformája is megváltozott.)
- 1938–1939. Budapest, XII. Vércse utca 4/a. ikerház lakóépület
- 1939. Budapest, XII. Székács utca 17. lakóépület
- 1939–1940. Budapest, XIII. Nővér utca 144-146. OTI kertes családiház telep része (tervezők: Misley Sándor, Nagy Márton és Olgyay & Olgyay)
- 1939–1940. Pécs, Surányi Miklós út, Kalliwoda-villa
- 1939–1945. Budapest, II. Heinrich István utca 5-7. Magyar Szentföld-templom (Félbemaradt. Levéltári raktárként működött. Az építkezést Molnár halála után, 1945-ben leállították. A Betlehemi kápolna készült el. Jelenleg műemléki védettség alatt áll.)
- 1940–1942. Budapest, XI. Tarcali utca 2. (Villányi út 52.) lakóépület
- 1942–1943. Budapest, II. Széher út 60. lakóépület
- 1944–1946. Budapest, XII. Istenhegyi út 9/a. lakóépület (Átalakításokkal a háború után fejezték be.)

### Grafikái – rézkarcai – festményei
- 1921, ORVIETO (olaj, vászon. Janus Pannonius Múzeum Pécs)
- 1921. SIRATÁS (olaj. Magántulajdon)
- 1921. CHIOSTO SAN FRANCISCO
- 1922. NYILAZÓK (olaj, vászon)
- 1922. ITÁLIAI MAPPA I. (Fiorentia litográfia. Magyar Nemzeti Galéria)
- 1922? HARLEKIN (gouache munka. Magángyűjtemény)
- 1922. KÉT TÁNCOS (színpadi jelenet)
- 1921-ben készült Expresszionista kompozíció "15" fametszet. (A bal oldalon levő jelzés szerint maximum öt példányban készült és valószínűleg Molnár egyik legkorábbi Bauhausban készült munkája)
- Lyonel Feininger által vezetett grafikai műhelyben Stefán Henrikkel litografálták a hat – hat lapból álló Itáliai Mappát. Ebben a műhelyben készültek azok a metszetek is, melyeket a Belvedere Galéria állított ki
- Architectonikus konstrukció című linóleummetszete illusztrációként jelent meg 1923-ban a Ma című – Kassák Lajos által szerkesztett – folyóirat VIII. évfolyamának 9-10. számában.
- 1923. FIÚ LÉGI JÁTÉKSZERREL (rézkarc)
- 1923. KÉT FÉRFIAKT ÉS ÉPÍTÉSZET (hidegtű munka. Weimari Kunstsammlungen)
- KURI-kolázs (olaj, kollázs, papír. Kassák Múzeum)
- 1923. HAVI HEGY (olaj, vászon)

## Kötetei
- Oskar Schlemmer–Moholy-Nagy László–Molnár Farkas: Die Bühne im Bauhaus; Langen, München, 1925 (Bauhausbücher)
- Molnár Farkas munkái. 1923–1933; bev. Moholy-Nagy László; Egyetemi Ny., Budapest, 1933 (Új építés)
- Oskar Schlemmer–Moholy-Nagy László–Molnár Farkas: The theater of the Bauhaus; szerk., bev. Walter Gropius, angolra ford. Arthur S. Wensinger; Wesleyan University Press, Middletown, 1961
- Oskar Schlemmer–Moholy-Nagy László–Molnár Farkasː A Bauhaus színháza; utószó Walter Gropius, magyar utószó Kocsis Rózsa, ford. Kemény István; Corvina, Budapest, 1978

## Képgaléria

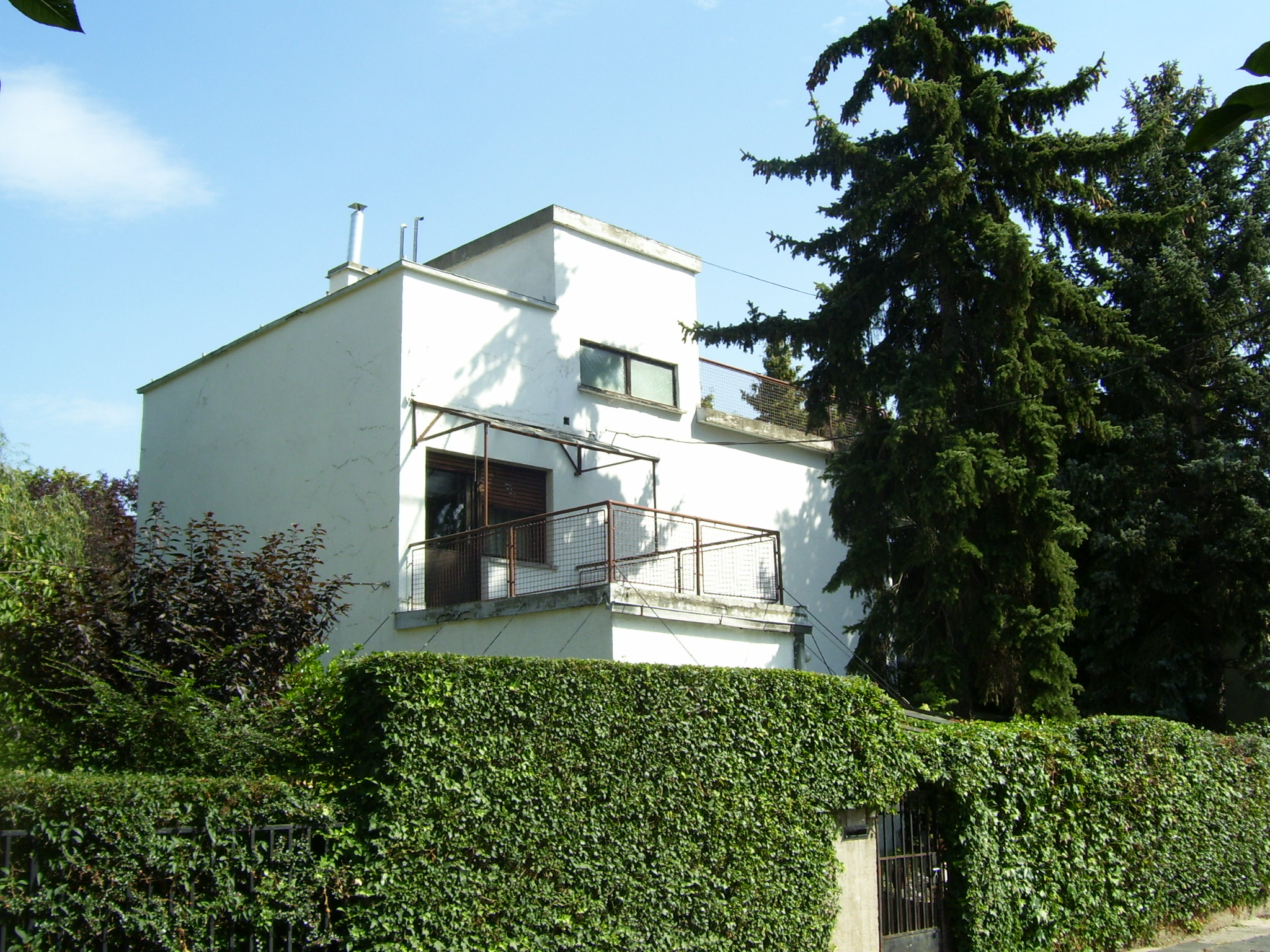
Bp. II. Napraforgó u. 15. Lakóépület 1931 (átépítve)
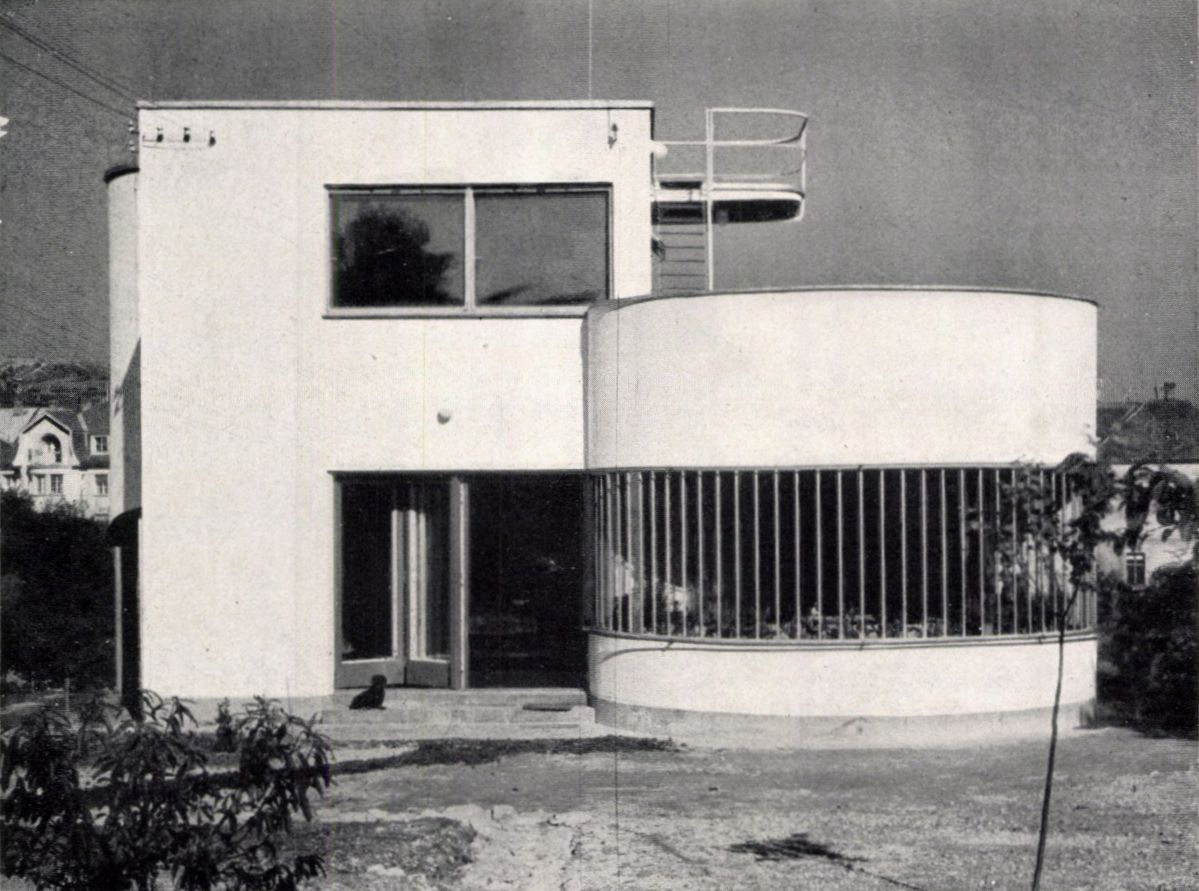
Bp. XII. Lejtő út 2/a. 1932. Lakóépület. 1932. Déli homlokzat
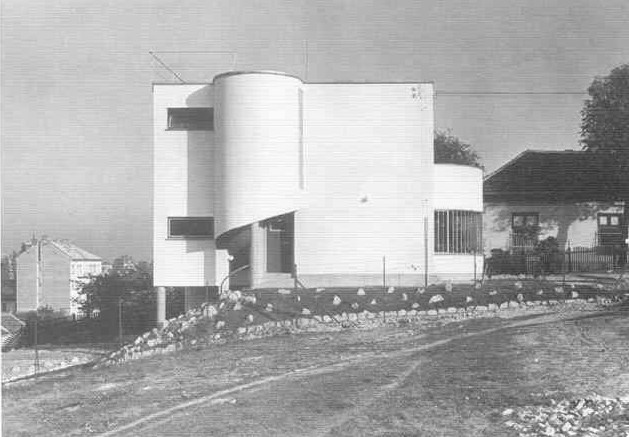
Bp. XII. Lejtő út 2/a. 1932. Lakóépület. 1932. Keleti homlokzat
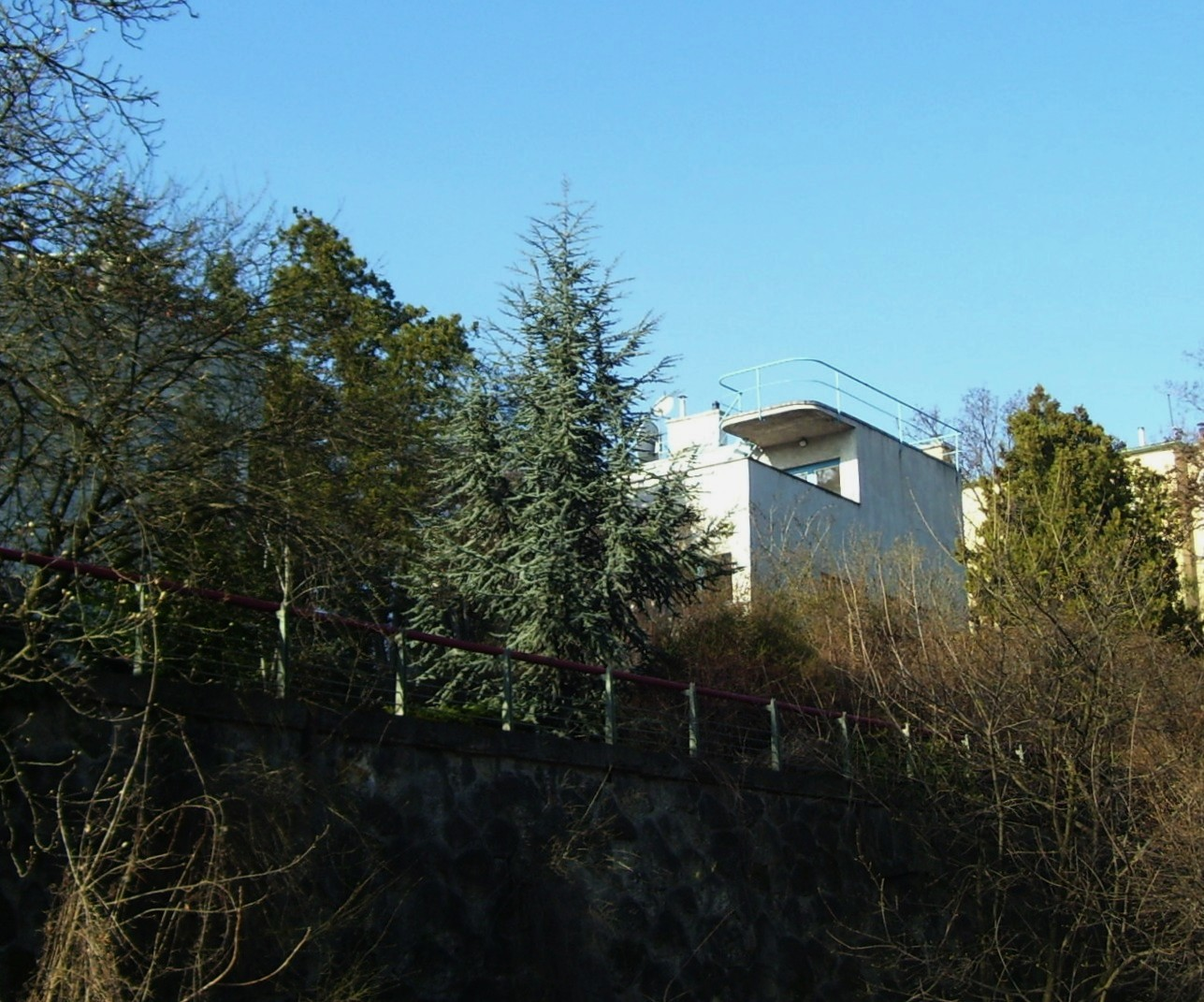
Bp. XII. Lejtő u. 2/a. lakóépület ma. Északi homlokzat
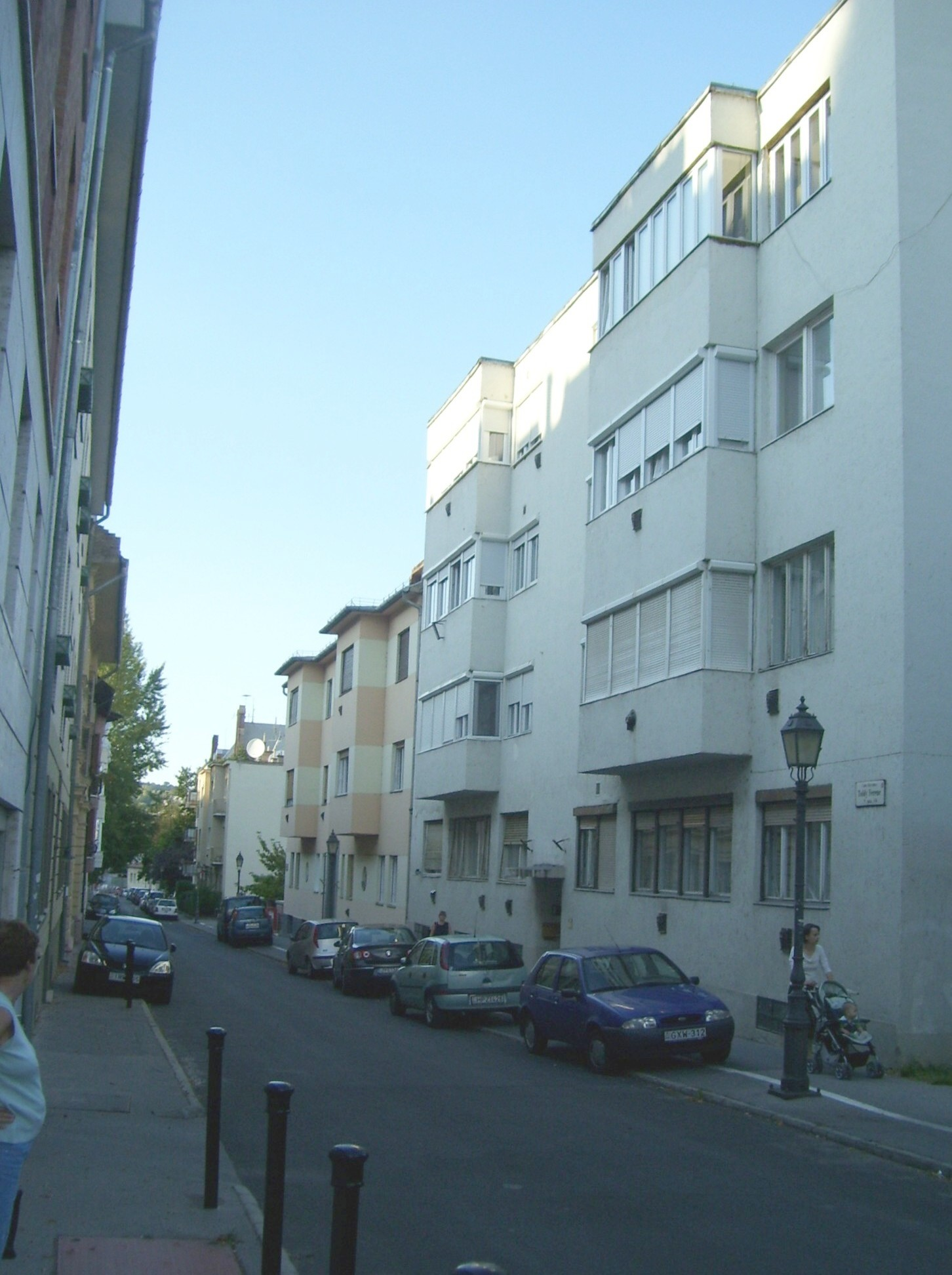
Bp. I. Toldy Ferenc u. 1/b lakóház. 1932
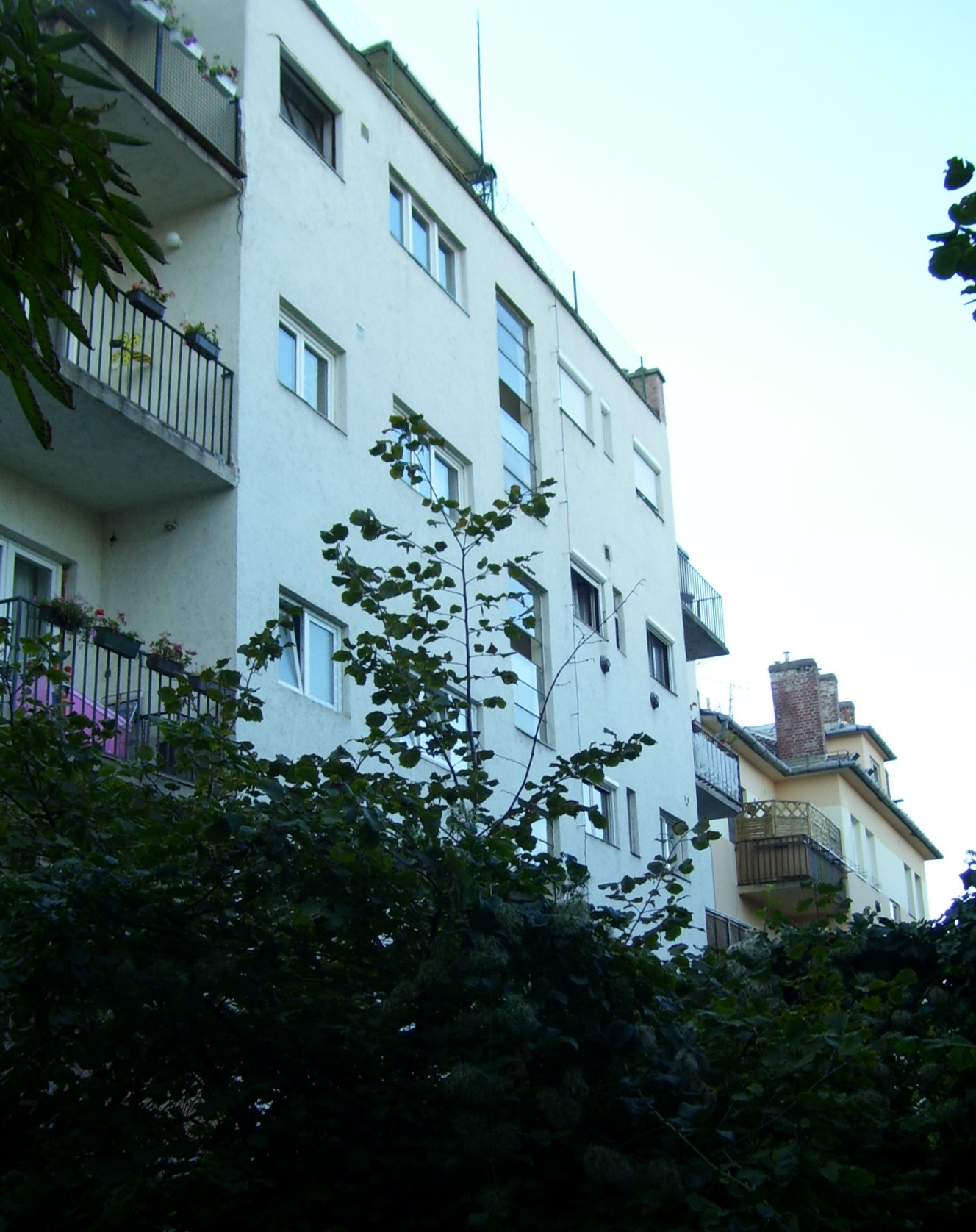
Bp. I. Toldy Ferenc u. 1/b lakóház. kerti homlokzat
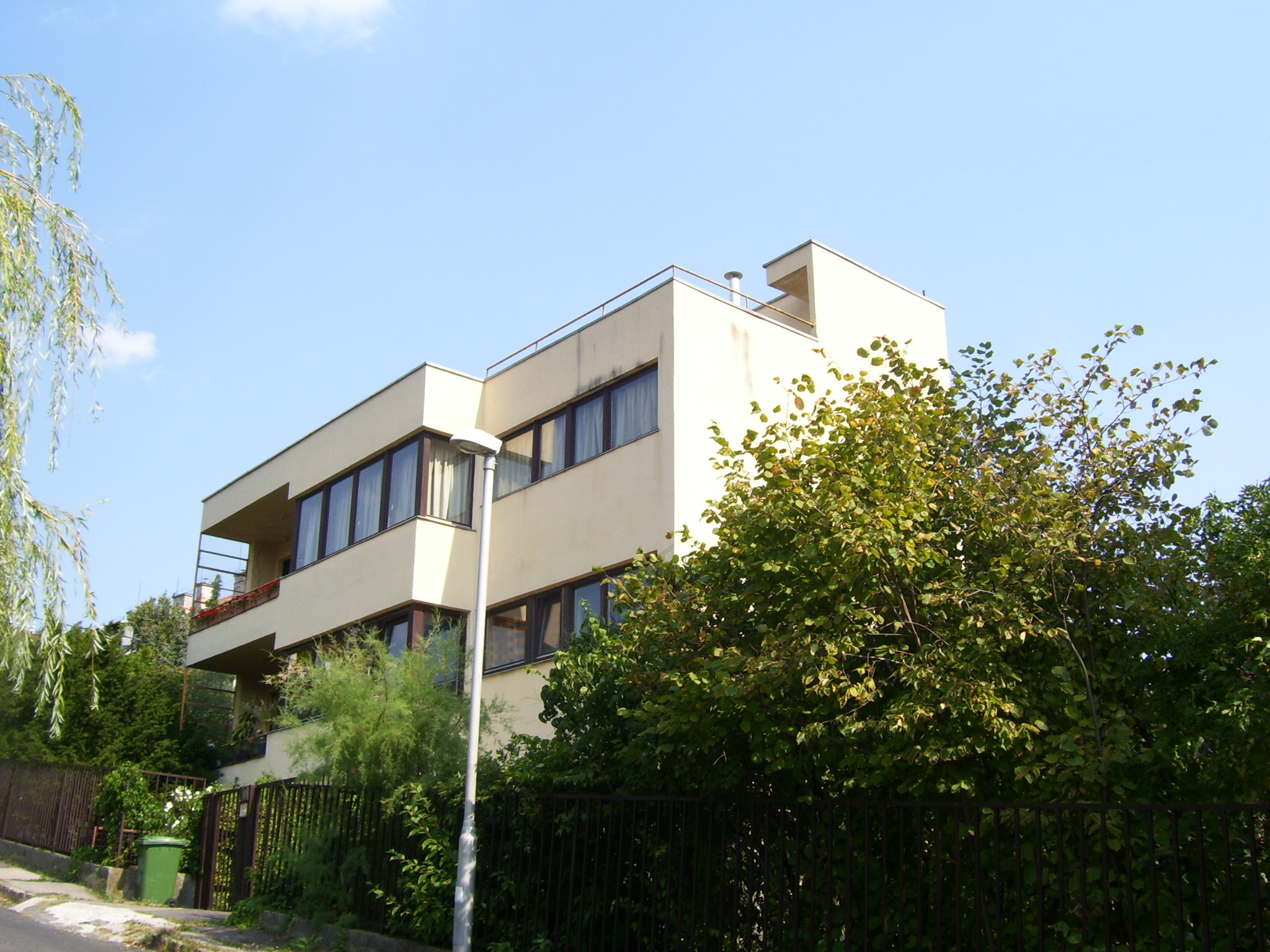
Bp. II. Harangvirág u. 11. Lakóház 1934-35
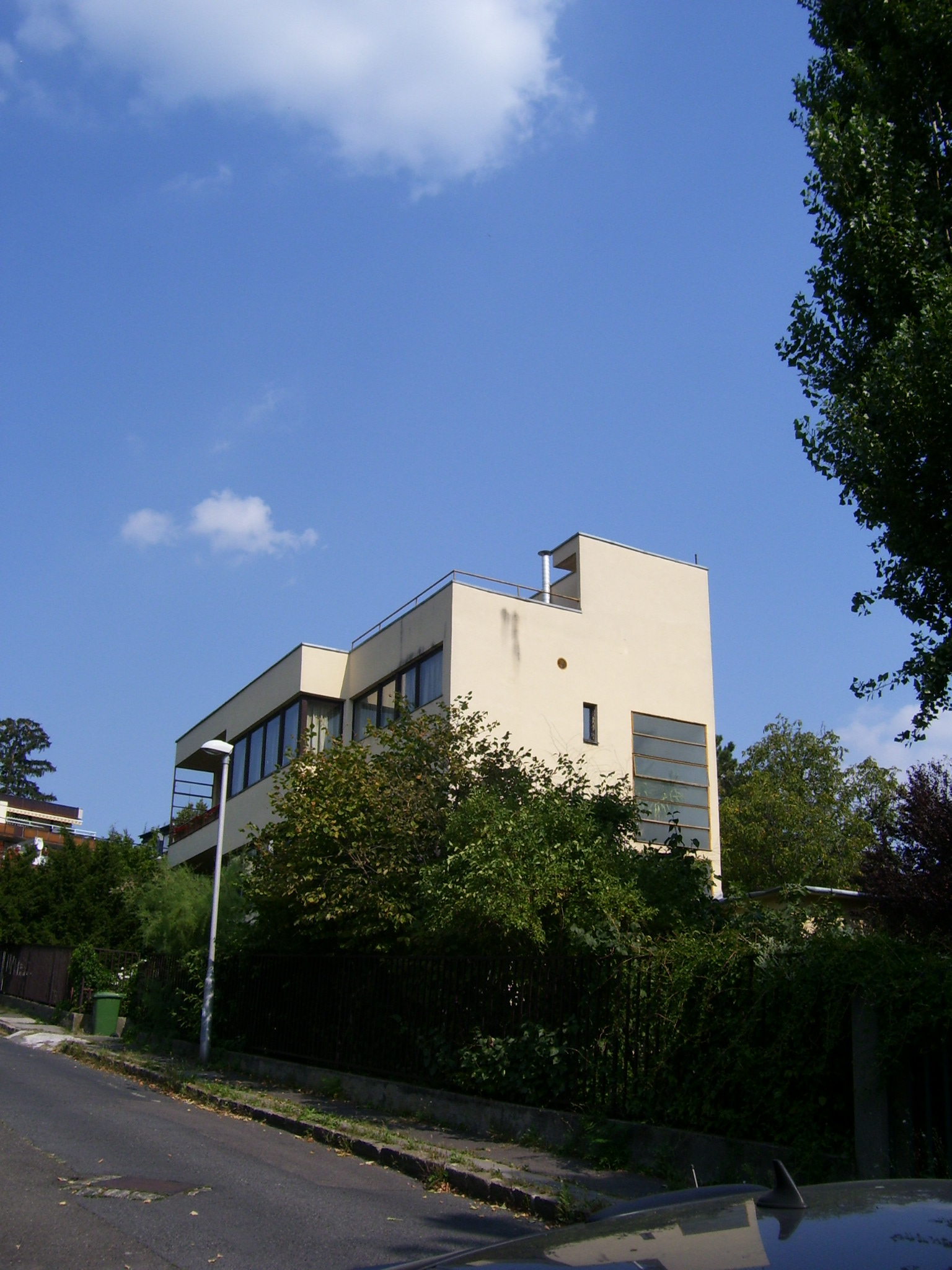
Bp. II. Harangvirág u. 11. Lakóház részlet
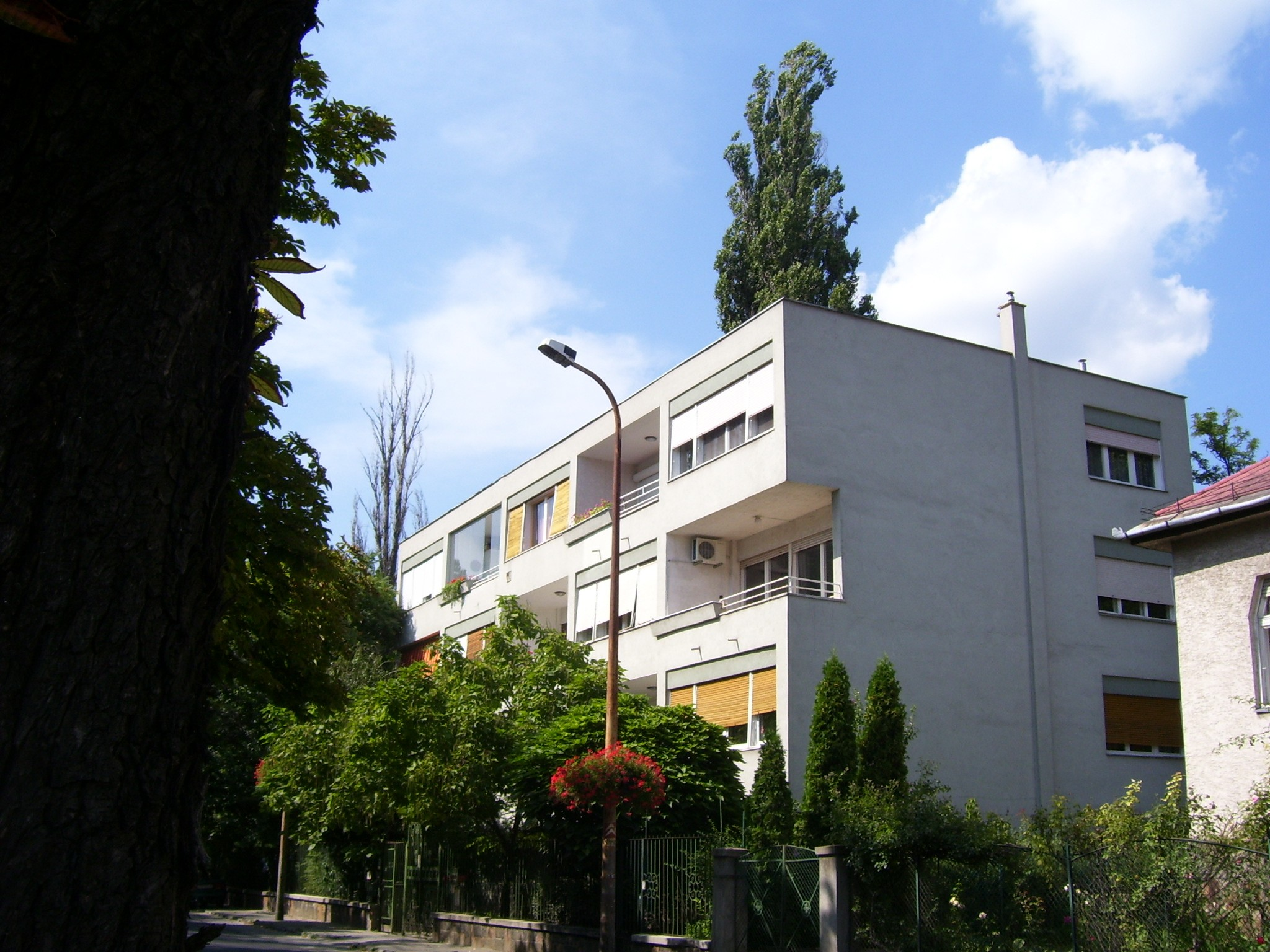
Bp. II. Pasaréti út 7. Lakóház 1936
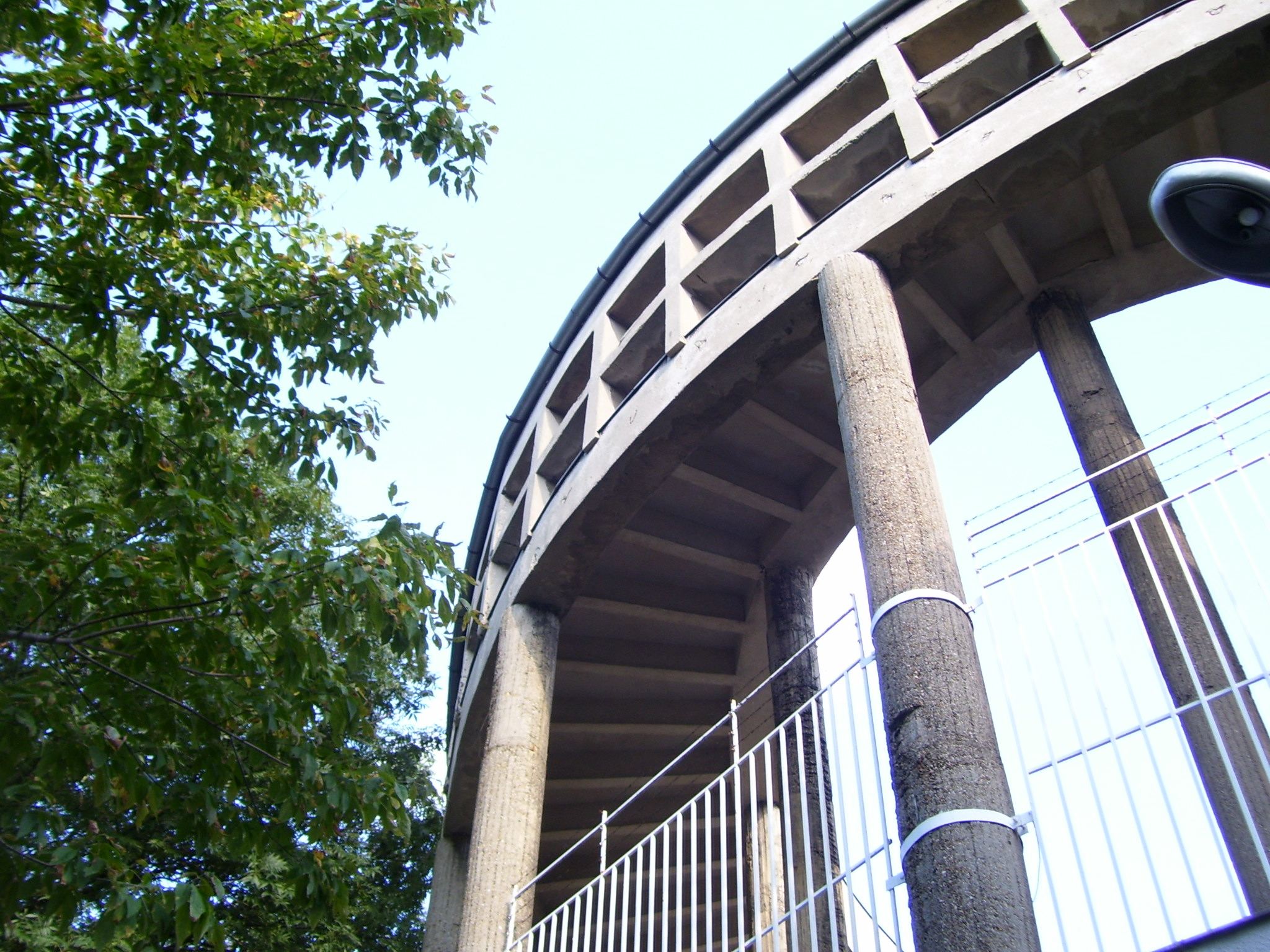
Bp. II. Heinrich I. u. 5-7. Szentföld-templom 1935-1945
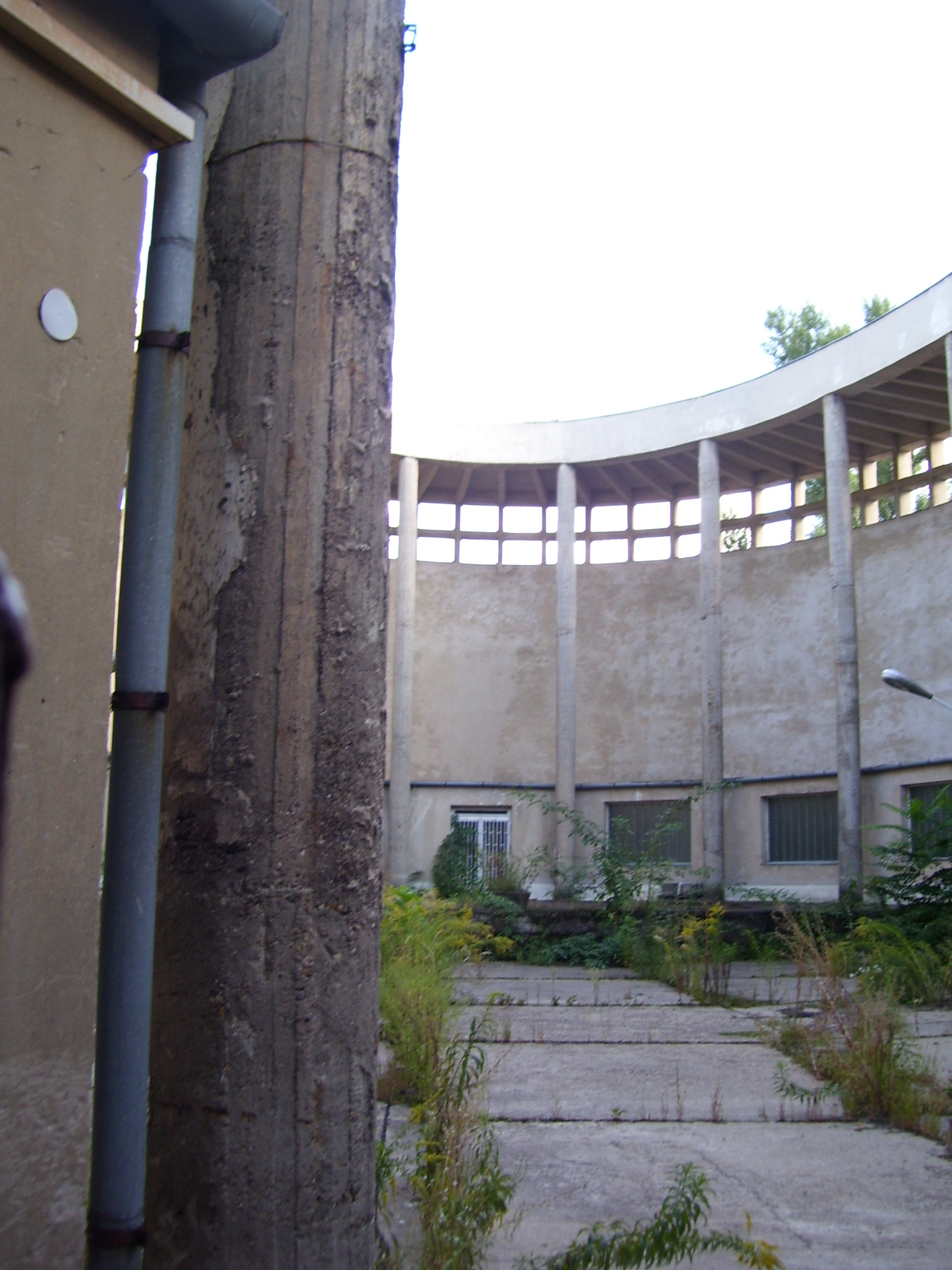
Bp. II. Heinrich I. u. 5-7. Szentföld templom "belső"